# 賓厄姆 (內布拉斯加州)
賓厄姆（英語：Bingham）是位於美國內布拉斯加州謝里敦縣的非建制地區。

## 歷史
賓厄姆的郵局自1888年營運至今。

## 地理
賓厄姆所處的海拔為高於海平面1141米（即3744英呎），而該地所採用的時區為UTC-7，即北美山地時區（MST）。同時該地設有夏令時間，為UTC-7調快一小時，即UTC-6（MDT）。